# Glacier Davidson
Pour les articles homonymes, voir Davidson.

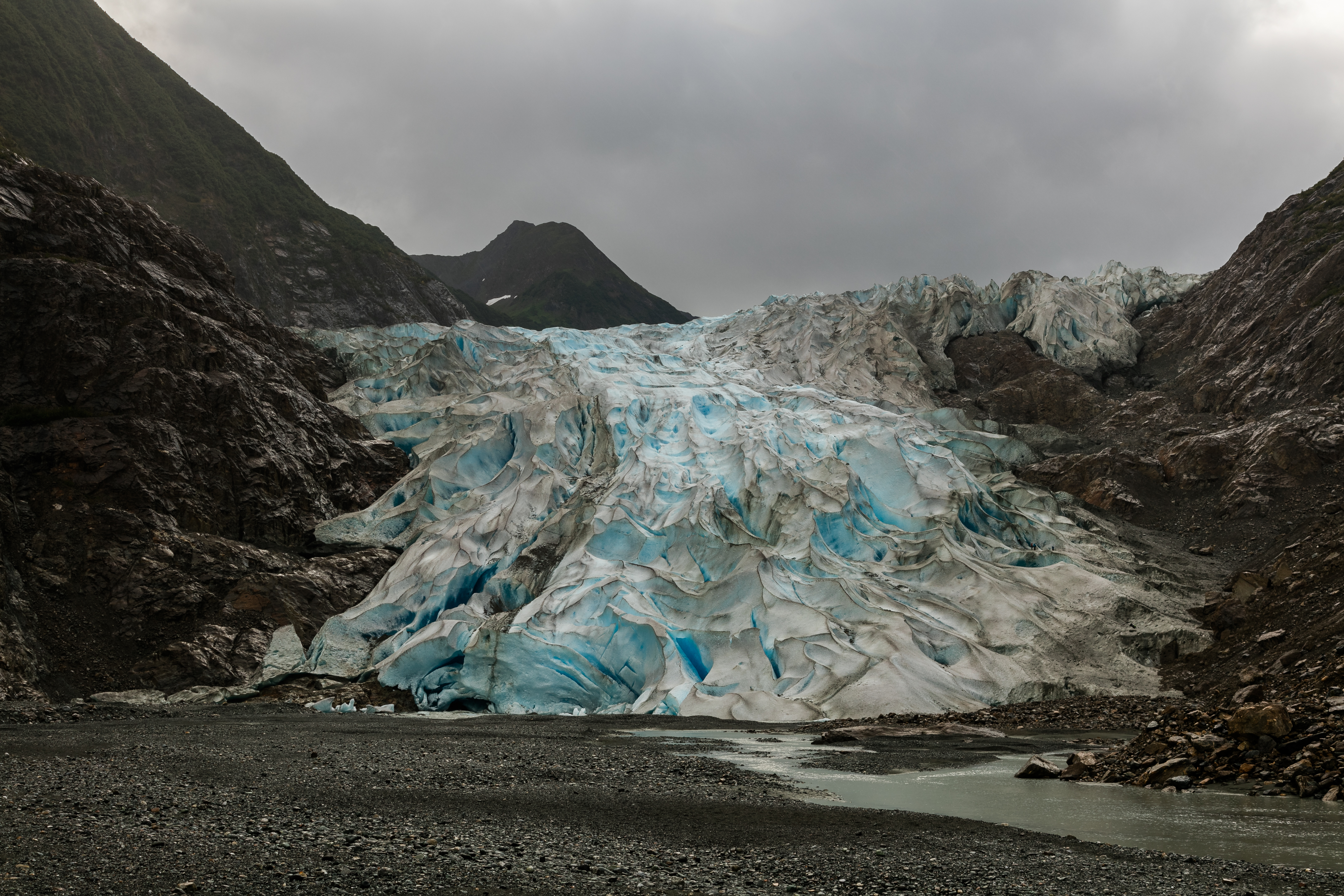
Le front glaciaire du glacier Davidson. Août 2017.

Le glacier Davidson est un glacier d'Alaska aux États-Unis situé dans le borough de Haines. Long de 7,4 km, il s'étend depuis le chaînon Chilkat (chaîne Saint-Élie) jusqu'à 42 km de Skagway.
Son nom lui a été donné en 1867 par l'United States Geological Survey en l'honneur de George Davidson (1825-1911).
Il représente actuellement une importante destination touristique des environs de Haines.